# Roma Pafos
Roma Pafos (справжнє ім’я Роман Миколайович Сумін; 22 серпня 1979, Псков, СРСР) – російський ді-джей і музичний продюсер. Засновник і власник рекорд-лейбла Mediadrive Records, номінант на звання найкращого DJ в поп-індустрії (2013) за версією російського телеканалу MusicBox (нагородження проводиться в Державному Кремлівському палаці); в 2013 році випустив сингл на всесвітньо відомому лейблі Black Hole Recordings, який належав раніше Tiesto.

## Біографія
Роман Сумін народився 22 серпня 1979 року в місті Пскові, СРСР. Після закінчення середньої школи, вступив на економічний факультет Санкт-Петербурзького державного політехнічного університету.
Музичну кар'єру почав в 1996 році під ім'ям Hyper, проте незабаром змінив його на псевдонім Roma Pafos, де слово «пафос» у сучасній розмовній мові для багатьох є провокаційним. Однак для самого Романа, як він сам каже, було важливо саме етимологічне значення слова «пафос».
Поєднуючи навчання, роботу і музику, Roma Pafos почав практикуватися в сфері ді-джеїнгу, а також пізнавати ази написання музики. Перші виступи як ді -джея відбулися в Пскові, потім у Ризі, а після переїзду до Москви, Роман починає активно займатися продюсерською діяльністю.

## Професійна кар'єра

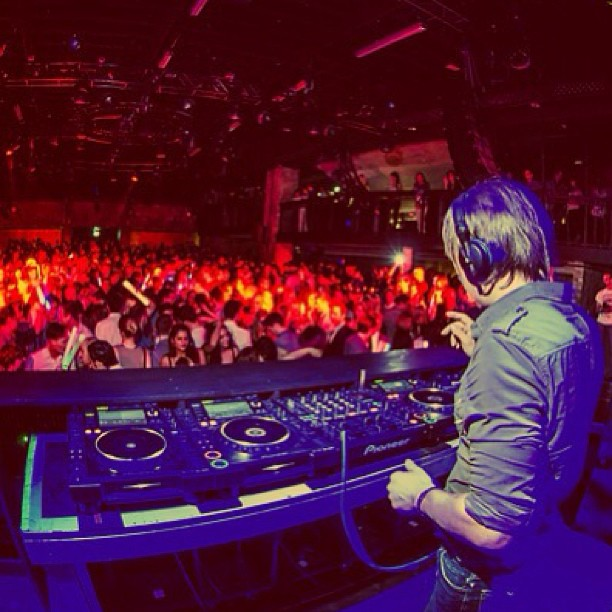
В клубе Gibson, Франкфурт, Германия

У 2007 році Roma Pafos створює власний лейбл Mediadrive Records, де випускає свій перший сингл під назвою «Baraka's Violin» , після якого послідував вихід ще декількох релізів на цьому ж лейблі. У 2012 на лейблі Mediadrive \ Перше музичне видавництво виходить спільний трек з Саркісов Едвардсом (Sarkis Edwards) під назвою «Say Goodbye», який зайняв перше місце, протримавшись 15 тижнів  в чарті російського «Радіо Рекорд» (у підсумку увійшов до сотні найкращих треків 2012 року), а також зайняв перші місця в танцювальних чартах Росії (ClipYou ЧАРТ - Муз -ТВ), Чехія (Kiss Hády Radio), Латвії (TOP Radio), Румунії, Перу і, в цілому, був визнаний хітом багатьма радіостанціями по всьому світу, у тому числі українськими Kiss FM та DJ FM. Ще один сингл під назвою 'Better Days' (записаний спільно з Moscow Club Bangaz і швейцарським вокалістом Soul Cream) посів 2-е місце в чарті радіостанції TOP Radio (Латвія). У 2013 році Роман записує трек « Краплі Моря » з колишнім учасником російської Фабрики Зірок -7 і групи БиС Дмитром Бікбаєвим, який виходить на великому російському лейблі Моноліт.
Також, в 2013 році Roma Pafos починає співпрацювати з голландським лейблом Black Hole Recordings, де виходить перший сингл під назвою «For A Second» (спільно з Sunblind) 

## Радіошоу
З 2008 по 2011 року випускає авторську програму 'Rhythm Of My Life' на московській танцювальної радіостанції Megapolis FM, а з 2013 веде подкаст Music of Spheres, який зайняв 34 рядок у рейтингу найбільш прослуховуємих програм у 2012 за версією онлайнового стримового сервісу Mixcloud.

## Цікаві факти
У червні 2013 року, на запрошення групи Space, в особі Дідьє Маруані, Roma Pafos виступив на арені «Лужники», де проводився концерт, приурочений до 30-річчя з дня першого виступу групи в СРСР. Роман, з лідером колективу створили танцювальний мікс з треків групи, і виконали його разом, закінчуючи концерт.
У 2013 році на запрошення каналу MusicBox, вів новинну передачу NewsBox, тим самим розпочавши для себе кар'єру телеведучого.

## Дискографія

### Сингли
| - Baraka's violin (Maxi Single) - Mute Electro (Single) - Sexy Sexy (feat. Branbon Stone) (Maxi Single) - In & Out (feat. Ray Issac) (Maxi Single) - There Is ( feat. Katrin Moro) (Maxi Single) - After Long Week (feat. Kristine G) (Single) | - Love is (Single) - The Grid (Single) - Electric (Maxi Single) - One Shot (Maxi Single) - Say Goodbye (feat. Sarkis Edwards) (Maxi Single) - For a second (feat. Sunblind ) (Maxi Single) |

### Відеокліпи
- Say Goodbye (feat. Sarkis Edwards) (2012)  Відео на YouTube
- For a second (feat. Sunblind) (2013)  Відео на YouTube
- Wake me up (feat. Kat Hamilton & Denis Rublev) (2014)  Відео на YouTube